# آندریا کلپاچ
 آندریا کلپاچ (انگلیسی: Andreja Klepač؛ زادهٔ ۱۳ مارس ۱۹۸۶) یک تنیس‌باز اهل اسلوونی است.